# Cicindela hirticollis
Cicindela hirticollis este o specie de insecte coleoptere descrisă de Thomas Say în anul 1817. Cicindela hirticollis face parte din genul Cicindela, familia Carabidae.

## Subspecii
Această specie cuprinde următoarele subspecii:
- C. h. abrupta
- C. h. athabascensis
- C. h. coloradula
- C. h. corpuscula
- C. h. couleensis
- C. h. gravida
- C. h. hirticollis
- C. h. rhodensis
- C. h. shelfordi
- C. h. siuslawensis